# Jan van Beveren
Jan van Beveren (5. březen 1948, Amsterdam – 26. červen 2011, Beaumont) byl nizozemský fotbalista, brankář.
V nizozemské fotbalové reprezentaci odehrál 32 zápasů. Jeho reprezentační kariéra byla však poznamenána osobním sporem s hvězdou tehdejšího národního týmu Johanem Cruyffem. Kvůli tomuto sporu nejel na žádný velký turnaj a předčasně se reprezentace vzdal.
S PSV Eindhoven získal v sezóně 1977/78 Pohár UEFA, stal se třikrát mistrem Nizozemska (1974/75, 1975/76, 1977/78) a dvakrát získal nizozemský pohár (1973/74, 1975/76).
Časopis Voetbal International ho zařadil mezi 50 nejlepších fotbalistů 20. století.